# Kanton Alausí
Der Kanton Alausí befindet sich in der Provinz Chimborazo zentral in Ecuador. Er besitzt eine Fläche von 1657 km². Im Jahr 2020 lag die Einwohnerzahl schätzungsweise bei 45.000. Verwaltungssitz des Kantons ist die Kleinstadt Alausí mit 6330 Einwohnern (Stand 2010). Der Kanton Alausí wurde am 25. Juni 1824 eingerichtet.

## Lage
Der Kanton Alausí liegt im zentralen Süden und im Südosten der Provinz Chimborazo. Das Gebiet liegt in den Anden. Der Westteil des Kantons wird über den Río Chanchán nach Westen entwässert. Im äußersten Südosten reicht der Kanton bis an den Río Paute. Dieser entwässert mit seinen Zuflüssen den Südosten des Kantons. Im Nordosten befinden sich die Lagunas de Osogoche, die über den Río Osogoche zum Río Chambo nach Norden abfließen. Die Fernstraße E35 (Azogues–Riobamba) durchquert den Kanton in nördlicher Richtung und passiert dabei dessen Hauptort.
Der Kanton Alausí grenzt Osten an die Provinz Morona Santiago, im äußersten Südosten an die Provinz Azuay, im Süden an die Provinz Cañar sowie an den Kanton Chunchi, im Westen an den Kanton Cumandá, im Nordwesten an die Provinz Bolívar sowie im Norden an die Kantone Pallatanga und Guamote.

## Verwaltungsgliederung
Der Kanton Alausí ist in die Parroquia urbana („städtisches Kirchspiel“)
- Alausí

und in die Parroquias rurales („ländliches Kirchspiel“)
- Achupallas
- Guasuntos
- Huigra
- Multitud
- Pistishi
- Pumallacta
- Sevilla
- Sibambe
- Tixán

gegliedert.

## Ökologie
Der Südosten des Kantons befindet sich im Nationalpark Sangay.